# Route nationale 56 (Suède)
Pour les articles homonymes, voir Route nationale 56.
La route nationale 56 (en suédois : Riksväg 56) est une route nationale entre Norrköping et Gävle en Suède,.

## Présentation
La route nationale 56 traverse le comté d'Östergötland, le comté de Södermanland, le comté de Västmanland, le comté d'Uppsala et le comté de Gävleborg.
La route nationale 56 part de la E4 à Norrköping puis se dirige vers le nord jusqu'à Katrineholm. 
Cette partie est commune avec la route nationale 55. 
Après Katrineholm, la Rv 56 continue vers le nord à travers des zones forestières avant d'atteindre le geand lac Mälaren à l'ouest de Stockholm. 
Ensuite, la route nationale 56 partage un court tronçon avec la E20, puis un autre avec la E18 jusqu'à Västerås.
Au nord de Västerås, la route nationale 56 passe à Sala, puis se dirige vers l'est jusqu'à Heby. 
Cette partie est commune avec la route nationale 2. 
Au nord de Heby, la route traverse des zones densément boisées. 
À Valbo, la route nationale parcourt avec la E6 son dernier tronçon jusqu'à Gävle. 
À Gävle, la route nationale 56 se termine en rejoignant la E4.

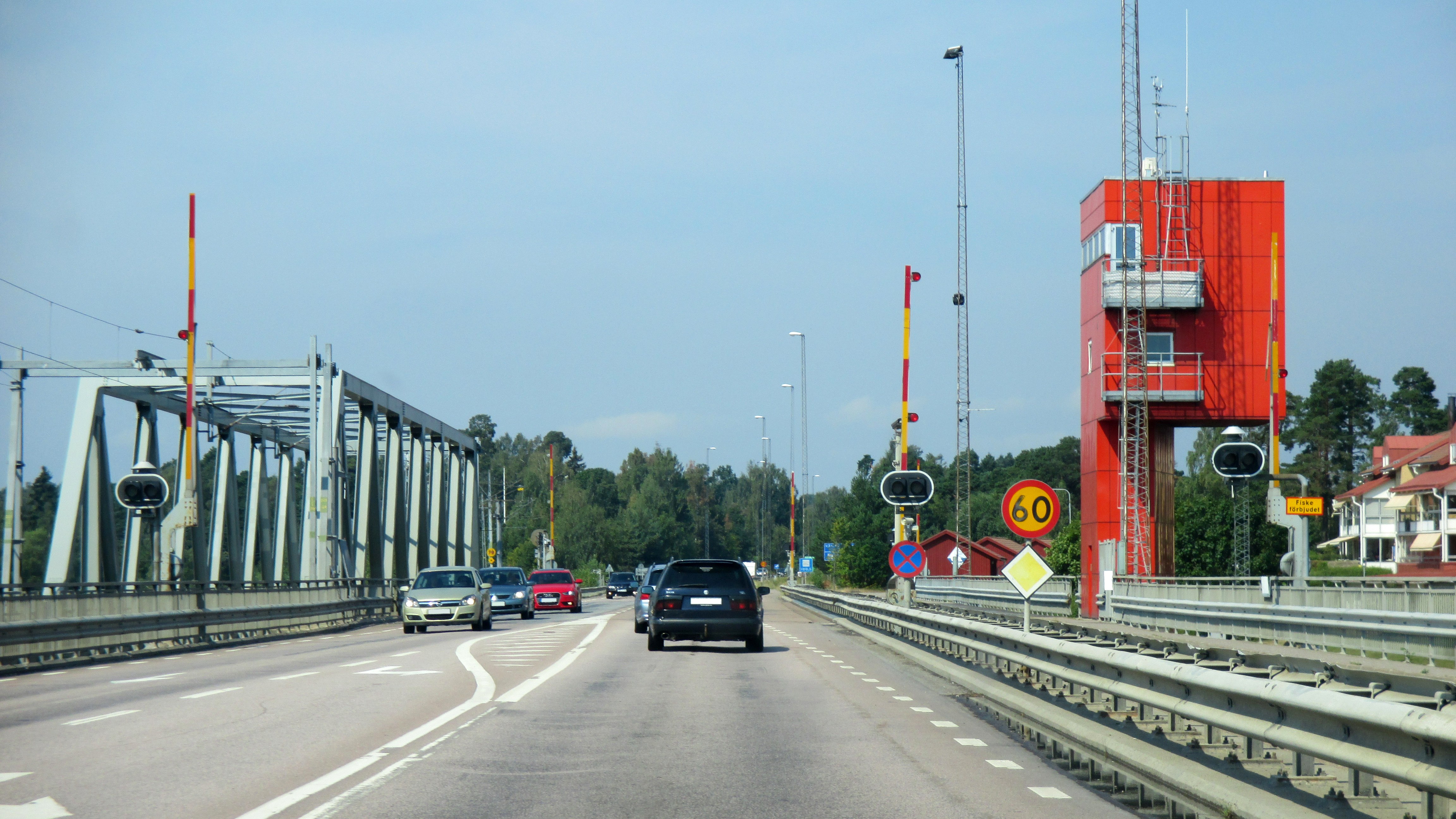
La route 56 sur le

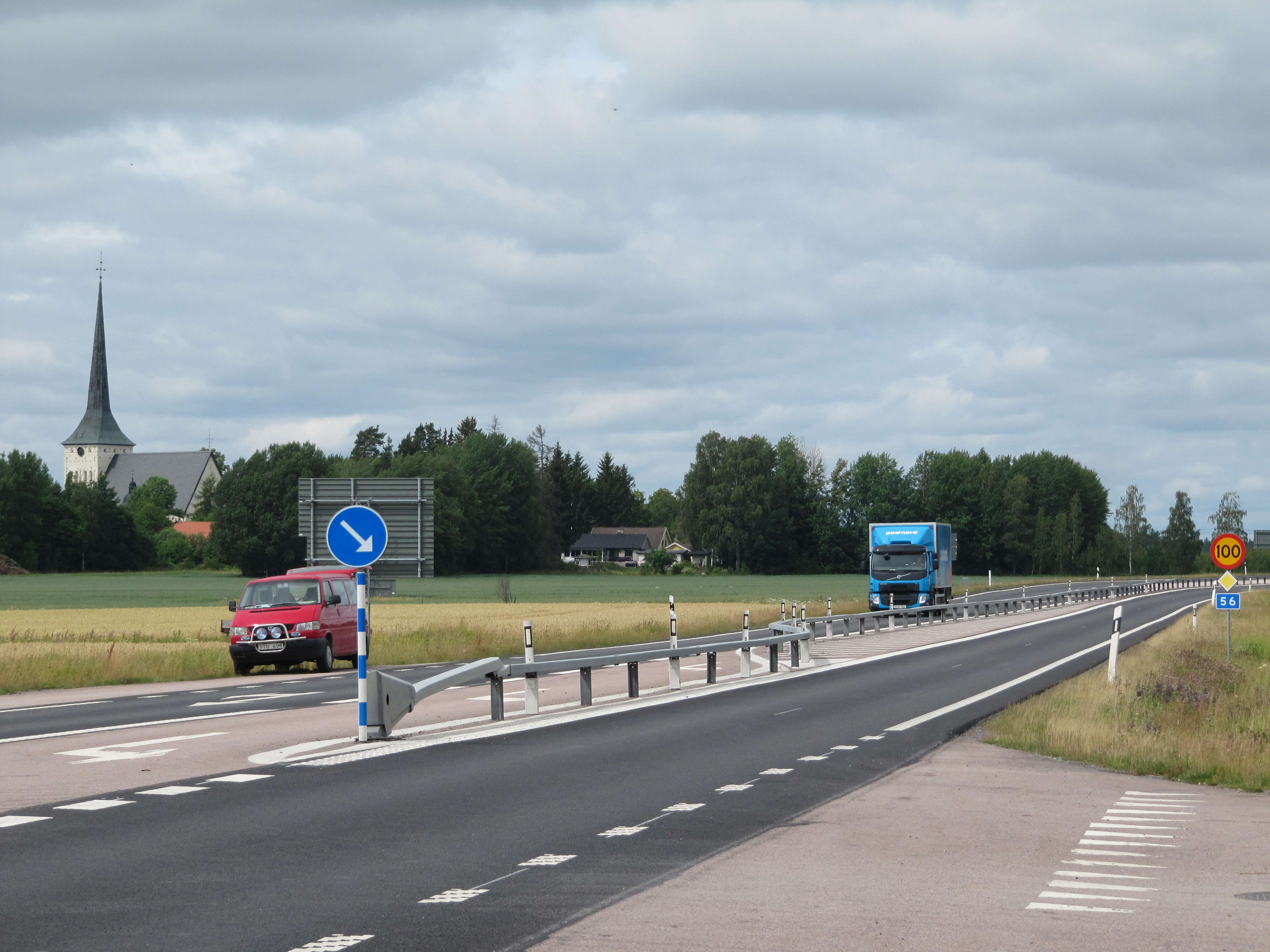
La route 56 et l'église de Romfartuna.

## Tracé
| Km     | Lieu        | Carte interactive |
| ------ | ----------- | ----------------- |
| 0 km   | Norrköping  |                   |
|        | Simonstorp  |                   |
|        | Strångsjö   |                   |
| 51 km  | Katrineholm |                   |
|        | Äsköping    |                   |
| 130 km | Kungsör     |                   |
|        | Kvicksund   |                   |
|        | Dingtuna    |                   |
| 150 km | Västerås    |                   |
|        | Hökåsen     |                   |
|        | Tillberga   |                   |
|        | Ransta      |                   |
| 186 km | Sala        |                   |
|        | Tärnsjö     |                   |
| 243 km | Gysinge     |                   |
|        | Hedesunda   |                   |
|        | Valbo       |                   |
| 295 km | Gävle       |                   |